# Karl Emil Schäfer
Karl Emil Schäfer (ur. 17 grudnia 1891 w Krefeld, zm. 5 czerwca 1917 w okolicach Zandvoort) – as lotnictwa niemieckiego Luftstreitkräfte z 30 potwierdzonymi  zwycięstwami w I wojnie światowej.

## Informacje ogólne
Karl Emil Schäfer służbę w armii rozpoczął od zgłoszenia się na ochotnika do  7 Pułku Dragonów (Westfalski) Westfälisches Jäger-Batalion nr 7. Po roku służby wyjechał do Anglii i Francji. Gdy wybuchła I wojna światowa, znajdował się w Paryżu. Przedostał się do Niemiec i zgłosił do swojego pułku, z którym rozpoczął kampanię na froncie zachodnim. We wrześniu 1914 roku został odznaczony Krzyżem Żelaznym II klasy, a wkrótce potem został ciężko ranny i przez sześć miesięcy był rehabilitowany. Po powrocie do swojej jednostki został promowany na podporucznika. Na własną prośbę został przeniesiony do służby w lotnictwie i po przejściu szkolenia pilotażu został przydzielony do Kampfgeschwader 2 do Kasta 8, z którą walczył na froncie wschodnim. Odbył ponad 50 lotów bojowych w okolicy Kowla. Po przeniesieniu jednostki na front zachodni w styczniu 1917 roku odniósł swoje pierwsze zwycięstwo 21 stycznia. 
Wkrótce został przeniesiony do dowodzonej przez Manfreda von Richthofena eskadry myśliwskiej Jagdstaffel 11. Stał się najlepszym uczniem mistrza Manfreda von Richthofena. Do końca kwietnia 1917 roku miał już na swoim koncie 23 potwierdzone i dwa niepotwierdzone zwycięstwa. 26 kwietnia został odznaczony najwyższym wojennym orderem Królestwa Prus orderem Pour le Mérite.
27 kwietnia 1917 roku został mianowany dowódcą Königlich Württembergische Jagdstaffel Nr. 28. Obowiązki te pełnił do śmierci 6 czerwca 1917 roku, odnosząc jeszcze 7 potwierdzonych zwycięstw.

## Odznaczenia
- Pour le Mérite – 26 kwietnia 1917
- Królewski Order Rodu Hohenzollernów
- Krzyż Żelazny I Klasy
- Krzyż Żelazny II Klasy